# Valeriana jatamansi
Valeriana jatamansi är en kaprifolväxtart som beskrevs av William Jones. Valeriana jatamansi ingår i släktet vänderötter, och familjen kaprifolväxter. Inga underarter finns listade i Catalogue of Life.